# Herb gminy Jabłonka
Herb gminy Jabłonka – symbol gminy Jabłonka.

## Wygląd i symbolika
Herb przedstawia na tarczy idącego niedźwiedzia pomiędzy drzewami, na tle ciemnozielonego lasu i ośnieżonej góry (Babia Góra). U podstawy napis "Orawa" a pod nim faliste linie symbolizujące rzekę Orawa.